# Antonio José Ruiz de Padrón
Antonio José Ruiz de Padrón fue un religioso y político español nacido el 9 de noviembre de 1757 en San Sebastián de La Gomera y fallecido el 8 de septiembre de 1823 en Villamartín de Valdeorras.

## Biografía

### Primeros años de su vida en Canarias
Antonio José Ruiz de Padrón nació en 1757, en una vivienda que aún se encuentra en la calle Real de San Sebastián de La Gomera. Su familia era de clase acomodada y religiosa y él se manifestó desde muy pequeño como un niño muy curioso y con ganas de aprender, adquiriendo su formación básica en el monasterio franciscano que existía en San Sebastián de La Gomera. En aquella época vivían en la capital unos 3 000 habitantes y en toda la isla unos 7 000. Se vivía bajo un régimen señorial, que controlaba no solo la vida económica sino la social de la isla, por lo que las oportunidades de desarrollo eran muy escasas y prácticamente la única salida era la emigración.
Su madre murió cuando él contaba con 16 años, lo cual le alentó a salir de La Gomera hacia Tenerife para continuar sus estudios. Una vez en la isla de Tenerife ingresa en el convento franciscano de San Miguel de las Victorias, en San Cristóbal de La Laguna. Sobre esto él mismo afirmó que ingresó «muy niño y contra el dictamen de su padre». Cuando acabó su preparación fue ordenado sacerdote en 1781. Desde ese año se hizo miembro de la Real Sociedad Económica de Amigos del País, demostrando así que no solo le interesaba el mundo religioso sino también la Ilustración, algo que le preocuparía toda la vida.

### Emigración a América
En 1785 toma la decisión repentina de irse a La Habana, se cree que motivado porque había empezado a tener problemas por sus inquietudes sociales, además allí tenía un tío, también franciscano, que lo animó a cruzar el océano. Parte del puerto de Santa Cruz de Tenerife rumbo a Cuba, algo normal en esos tiempos de fuerte emigración, pero la fortuna le tenía preparado otro destino distinto: una tempestad desvió el rumbo del barco hacia el sur de los nacientes Estados Unidos, en concreto a Pensilvania. Se dirige a Filadelfia, lugar en el que se había fraguado la independencia norteamericana, con una notable actividad cultural y con una buena colonia de católicos.
En su aventura americana hizo amistad con personajes como Benjamín Franklin o George Washington, los cuales invitaron a Ruiz de Padrón a las tertulias que se celebraban en casa de Franklin. Los participantes eran todos protestantes, de ideas liberales y relacionados con la masonería, y se sorprendían de ver a un sacerdote católico, sometido a los dictámenes retrógrados de Roma, pero que hablaba de libertad, igualdad o justicia social. Le criticaron la existencia de la Inquisición, un estamento retrógrado teniendo en cuenta las ideas de Padrón, estimulándole estas críticas a predicar en contra de ella. El sermón, escrito en inglés, se distribuyó por el país, haciéndose muy famoso su contenido, colaborando a cambiar la visión retrograda que en el mundo anglosajón se tenía de los católicos.
Un año después llegó a Cuba, y empezó a criticar la esclavitud, una de las fuentes económicas fundamentales de la isla caribeña, estas críticas le granjearon no pocos enemigos, haciendo que al año siguiente se fuese a Madrid.

### Traslado a España
Al llegar a España abandona los hábitos franciscanos, pero sigue siendo sacerdote. Luego viaja por varios países de Europa en busca de saber y contactos con los principales focos de la Ilustración.
En 1802 le llega su primer destino como párroco, en el pequeño pueblo de Quintanilla de Somoza, en la provincia de León. Allí se dedicó a restaurar la fachada de la iglesia y a mejorar la situación de los agricultores del pueblo. Se valía del diezmo que ellos mismos pagaban para ayudarles a mejorar infraestructuras agrícolas, regenerando la actividad rural. 
Luego llegó la invasión napoleónica, y se hizo organizador y colaborador de las fuerzas de oposición, aunque nunca luchó. Fue director de un hospital militar, acogiendo en él no solo a los heridos españoles sino también a los franceses.

## Vida política
Uno de los aspectos más destacados de la vida de Ruiz de Padrón es su participación en las Cortes de Cádiz como diputado por Canarias, participando en la creación de la Constitución española de 1812, y siendo famosa su alocución para abolir la Inquisición en España. Las Cortes se habían decidido por fin a atacar al Santo Oficio y habían señalado el 5 de enero de 1813 para abrir tan solemne debate en el que intervinieron los hombres de más talento allí congregados. Este discurso será inmortal por su noble objeto por sus tendencias altamente humanitarias y por ir enlazado al triunfo más grande que la razón y el derecho han obtenido en España.
También luchó en las Cortes, junto con Santiago Key y Fernando de Llarena, por la creación de la Universidad de San Fernando en La Laguna así como eliminar ciertos tributos abusivos aplicados a los ciudadanos de Galicia. Por esos años comenzaron sus primeros achaques de salud, regresando a Madrid y guardando cama en pos de su recuperación.
Cuando Napoleón abandona España, regresa la monarquía, y con ella el absolutismo, suprimiéndose lo logrado en las Cortes de Cádiz y restableciéndose la Inquisición. La iglesia a la que pertenecía y servía no le iba a perdonar sus escarceos con las ideas liberales y el obispo Manuel Vicente Martínez inicia un proceso contra él, acusándolo, entre otras cosas de liberal y de socorrer a los franceses. Así todo se defiende, es encarcelado y moralmente se desmorona al ver el país de nuevo envuelto en ideas y estamentos caducos y retrógrados. Es condenado a reclusión perpetua en el Convento Cabeza de Alba, él recurre y es absuelto de todo cargo, pues consigue desmentir punto por punto las acusaciones.
En 1820 se convocan de nuevo las Cortes, esta vez en Madrid, y a él se le elige como representante de Canarias y Galicia. El 23 de agosto de 1820, tratándose en las Cortes de la supresión de los diezmos, presentó un discurso favorable a esta contribución religiosa pues estimaba que era necesaria su permanencia como medio de subsistencia de las clases humildes del país, que él conocía tan bien a través de su experiencia pastoral de muchos años en Galicia. Este discurso no llegó a leerse, aunque se imprimió al año siguiente en Madrid.

## Muerte
El gobierno liberal, deseando que no quedase sin justa recompensa el mérito insigne de este perseguido eclesiástico, le nombró dignidad de maestrescuela de la Catedral de Málaga de la que disfrutó por poco tiempo, pues recrudeciéndose la enfermedad crónica que padecía y volviendo a Galicia, donde otras veces había encontrado la salud, falleció en Villamartín de Valdeorras el 8 de septiembre de 1823 cuando llegaba ya a los 66 años de edad.
Era Ruiz de Padrón insigne teólogo, predicador distinguido, notable economista, docto e ilustrado y su vida se caracterizó por la defensa de la libertad y la lucha por los derechos humanos y el progreso en una época oscura.
Nunca regresó a La Gomera, pero siempre se sintió preocupado por el devenir de la isla. La correspondencia que mantenía con su hermana manifiesta interés en el devenir de La Gomera. Siempre añoró un regreso que nunca se produjo, y -según sus palabras- “volver a comer gofio y pescado fresco”.

## Distinciones
En noviembre de 2012 el Cabildo de La Gomera le concedió, título póstumo, la Distinción Honorífica de Hijo Predilecto de la Isla.